# 老撾蛇鰍
老撾蛇鰍為輻鰭魚綱鯉形目鰍科的其中一種，為熱帶淡水魚，分布於亞洲寮國湄公河流域，體長可達4.3公分，棲息在水質清澈且流速快的礫石底質溪流底層水域，生活習性不明。

## 扩展阅读
維基物種上的相關：老撾蛇鰍